# Empires : L'Aube d'un monde nouveau
Empires : L'Aube d'un monde nouveau, nommé Empires : Dawn of the Modern World dans sa version originale, est un jeu de stratégie en temps réel édité par Activision, sorti en 2003 sur PC.

## Système de jeu
Empires : L'Aube d'un monde nouveau est un jeu de stratégie très proche du jeu Empire Earth. Le jeu propose trois campagnes (une pour les Anglais : Richard Cœur de Lion ; une pour les Coréens et une retraçant les guerres du général Patton durant la Seconde Guerre mondiale), des cartes aléatoires allant du Moyen Âge à la Seconde Guerre mondiale ainsi que des parties multijoueur. Un éditeur de niveau permet aussi de construire ses propres scénarios.
Le jeu permet de contrôler jusqu'à 80000 unités (nombre total, à diviser par le nombre de joueurs). Il s'est distingué à sa sortie par des graphismes très évolués.

## Les civilisations
À partir du Moyen Âge : Francs, Angleterre, Corée et Chine.
À partir de la Première Guerre mondiale : France, Royaume-Uni, Russie, Allemagne et États-Unis.

## Les campagnes
Patton : campagne sur l'un des meilleurs généraux de son temps, avec votre armée prenez Casablanca, Tunis, Palerme... Prenez la direction du débarquement de Normandie et d'autres choses encore...
Richard Cœur de Lion : l'un des cavaliers les plus valeureux. Combattez la perfidie et la traîtrise de ses frères, sauvez Aliénor d'Aquitaine, et contrez le Roi Philippe...
Amiral Yi Sun-sin, inventeur du bateau tortue, premier véritable cuirassé de l'histoire, le Horatio Nelson Coréen : sûrement la plus difficile des trois campagnes. Avec l'aide d'un général expérimenté et de peu de soldats, sauvez la Corée de la trahison, des Mandchous et des Japonais...